# 奇山所城
奇山所，位于山东省烟台市芝罘区，2006年12月7日，授予山东省文物保护单位。。
奇山所系明代洪武三十一年(1398)为防倭寇海患而建，属山东都司直隶守御千户所。所辖沿海墩台有木作墩、埠东墩、熨斗墩、现顶墩、清泉墩等，相沿以迄明末，至清顺治十二年（1655），同山东其他各卫所一并裁撤。所城旧址民居仍然基本保留着明清时期至民国初年的整体布局和古朴风貌。其以明清住宅建筑风格为基调的十字街格局和传统的四合院布局，独具民间传统特色，成为烟台城市发展史中珍贵的早期遗留。